# 싱가포르 대통령
싱가포르 공화국 대통령(영어: President of the Republic of Singapore)는 싱가포르의 상징적인 존재이다. 임기는 6년 중임제이고, 한 차례에만 걸쳐 재선 가능하며, 최대 임기는 12년이다. 싱가포르는 의원 내각제 국가로서 대통령은 주로 의례적인 역할을 수행하나, 특정 정부기관(국방장관, 대법관, 탐오조사국장관, 법무부장관 등), 공공기관 또는 공기업의 수장 임명 및 해임에 대한 거부권, 국부 펀드(Central Provident Fund)의 고갈을 불러올 수 있는 법률안, 예산안 또는 거래에 대한 거부권, 총리의 동의 없는 탐오조사국 수사 동의권 등의 고유 권한을 가진다.

## 역대 대통령 목록
| 대                                                                            | 사진 | 이름 (출생일-사망일)                                                     | 임기                               | 정당   | 비고                                                               |
| ----------------------------------------------------------------------------- | ---- | ------------------------------------------------------------------------ | ---------------------------------- | ------ | ------------------------------------------------------------------ |
| 1                                                                             |      | 유솝 빈 이스학 Yusof bin Ishak 尤索夫·宾·伊萨 (1910-1970)                | 1965년 8월 9일 ~ 1970년 11월 23일  | 무소속 | 임기 중 사망                                                       |
| 여김셍 국회의장 권한대행(1970년 11월 23일 ~ 1971년 1월 2일)                   |      |                                                                          |                                    |        |                                                                    |
| 2                                                                             |      | 벤저민 헨리 시어스 Benjamin Henry Sheares 本杰明·亨利·薛尔思 (1907-1981) | 1971년 1월 2일 ~ 1981년 5월 12일   | 무소속 | 임기 중 사망                                                       |
| 여김셍 국회의장 권한대행(1981년 5월 12일 ~ 1981년 10월 23일)                  |      |                                                                          |                                    |        |                                                                    |
| 3                                                                             |      | 데반 나이르 C.V. Devan Nair 琴加拉·维蒂尔·德万·奈尔 (1923-2005)          | 1981년 10월 23일 ~ 1985년 3월 28일 | 무소속 | 임기 만료 전 사퇴                                                  |
| 위전진 대법관 권한대행(1985년 3월 28일 ~ 1985년 3월 29일)                     |      |                                                                          |                                    |        |                                                                    |
| 여김셍 국회의장 권한대행(1985년 3월 29일 ~ 1985년 9월 2일)                    |      |                                                                          |                                    |        |                                                                    |
| 4                                                                             |      | 위킴위 Wee Kim Wee 黄金辉 (1915-2005)                                    | 1985년 9월 2일 ~ 1993년 9월 1일    | 무소속 | 임기 중 1989년 헌법이 수정되고 임기가 1993년 9월 1일로 결정되었다. |
| 5                                                                             |      | 옹텅청 Ong Teng Cheong 王鼎昌 (1936-2002)                                | 1993년 9월 1일 ~ 1999년 8월 31일   | 무소속 | 최초의 민선 대통령(직선제), 최초로 6년 임기 만료 대통령            |
| 6                                                                             |      | 셀라판 라마나단 S.R. Nathan 塞拉潘·纳丹 (1924-2016)                      | 1999년 9월 1일 ~ 2011년 8월 31일   | 무소속 | 최초의 타밀족 출신 대통령, 최초의 재선 대통령                      |
| 7                                                                             |      | 토니 탄 켕 얌 Tony Tan Keng Yam 陈庆炎 (1940- )                          | 2011년 9월 1일 ~ 2017년 8월 31일   | 무소속 | 재임중 2016년에 헌법이 수정됨                                      |
| 조셉 필레 대통령 자문위원회 위원장 권한대행(2017년 9월 1일 ~ 2017년 9월 14일) |      |                                                                          |                                    |        |                                                                    |
| 8                                                                             |      | 할리마 야콥 Halimah binti Yacob 哈莉玛·雅各布 (1954- )                   | 2017년 9월 14일 ~ 2023년 9월 13일  | 무소속 | 최초의 여성 대통령                                                 |
| 9                                                                             |      | 타르만 샨무가라트남 Tharman Shanmugaratnam 尚达曼 (1957- )               | 2023년 9월 14일 ~                  | 무소속 | 선거로 당선된 최초의 비중국계 대통령                               |

## 같이 보기
- 싱가포르의 총리